# La critica sociologica
La rivista La critica sociologica, pubblicata trimestralmente, è uno dei principali periodici italiani di scienze sociali, fondato nel 1967 dal sociologo Franco Ferrarotti che ne è il direttore fin dalla sua fondazione.
La rivista ha avuto un ruolo fondamentale nel processo di istituzionalizzazione della sociologia in Italia e, più in generale, nello sviluppo delle scienze sociali e della ricerca sociologica di taglio critico.
L'ispirazione originaria della rivista è quella di orientare l'analisi sociale, metodologicamente rigorosa a scientificamente fondata, verso i fenomeni che segnano l'attualità, cercando di evitare l'accademizzazione del dibattito.